# Ґаберє (Айдовщина)
Ґаберє (словен. Gaberje) — поселення в горах на південь від долини річки Віпава в общині Айдовщина. Висота над рівнем моря: 191,3 метрів. Вперше згадується в письмових документах 1367 року.